# Europese weg 20
De Europese weg 20 of E20 is de verbindingsweg tussen Shannon International Airport in Ierland en Sint-Petersburg in Rusland. De landen die doorkruist worden zijn Groot-Brittannië, Denemarken, Zweden en Estland. De E20 is 1880 kilometer lang. Op meerdere plaatsen bestaat de verbinding tussen delen van de E20 uit veerverbindingen.

## Traject

### Verenigd Koninkrijk
De verbinding Kingston upon Hull-Esbjerg is opgeheven, hiervoor in de plaats kan gebruik worden gemaakt van Harwich-Esbjerg (door DFDS seaways).

### Denemarken
De E20 is de enige doorgaande oost-westverbinding in Denemarken en de belangrijkste wegverbinding tussen Jutland, Funen en Seeland. De weg loopt van Esbjerg aan de Waddenzee, via Kolding, Odense en Kopenhagen naar Malmö in Zweden.
Op het Deense deel liggen drie grote bruggen, die de eilanden Funen en Seeland met elkaar en met het Scandinavisch Schiereiland en Jutland verbinden. De Kleine Beltbrug verbindt Jutland met Funen, de Grote Beltbrug ligt tussen Funen en Seeland en de Sontbrug ligt tussen Kopenhagen (op Seeland) en Malmö.
Het Deense deel van de E20 bestaat feitelijk uit zeven aansluitende snelwegen, met elk een eigen naam en een administratief nummer dat niet in de bewegwijzering wordt gebruikt. Deze zijn (van west naar oost):
- Esbjergmotorvejen (M52; Esbjerg-Kolding)
- Taulovmotorvejen (M40; Kolding-Taulov-Kleine Beltbrug)
- Fynske Motorvej (M40; Kleine Beltbrug-Odense-Grote Beltbrug)
- Vestmotorvejen (M20; Grote Beltbrug-Korsør-Køge)
- Køge Bugt Motorvejen (M10; Køge-Vallensbæk)
- Amagermotorvejen (M3; Vallensbæk-Kopenhagen)
- Øresundsmotorvejen (M3; Kopenhagen-Sontbrug)

### Zweden
Het Zweedse deel begint wanneer de Sontbrug het vasteland bereikt. Vanaf hier volgt de E20 het traject van de E6 tot aan Göteborg, waar de E20 loskomt van de E6, waarna hij naar het oosten afslaat. Ten zuiden van Örebro voegt de E20 samen met het traject van de E18. Bij Arboga gaat de E20 weer alleen verder richting Södertälje, waar de E20 op het laatste stuk tot aan Stockholm het traject van de E4 volgt.

### Estland
In Estland loopt de snelweg over 2x2 rijbanen tot aan de Russische grens. Het is de enige weg die de hoofdstad Talinn met het Russische Sint-Petersburg verbindt. Estland kent geen echte snelwegen, alleen hoofdroutes die vaak wel voldoen aan de eisen voor een snelweg. Vandaar dat de maximumsnelheid in Estland op 110 km/u ligt.